# Saddle
Il Saddle è un fiume degli Stati Uniti d'America che attraversa la Contea di Bergen (New Jersey). Il fiume attraversa zone di periferia densamente popolate per gran parte del suo corso.

## Geografia
La sorgente del fiume si trova nella zona di bassa montagna della Contea di Rockland, nel sud-est dello Stato di New York. L'Ho-Ho-Kus Brook, uno dei principali affluenti, si congiunge al Saddle nel Saddle River County Park. Il punto in cui i due fiumi si uniscono segna il confine fra quattro città della contea di Bergen: Ridgewood, Paramus, Glen Rock e Fair Lawn. Il fiume si getta poi nel fiume Passaic.